# Jam Handy Organization

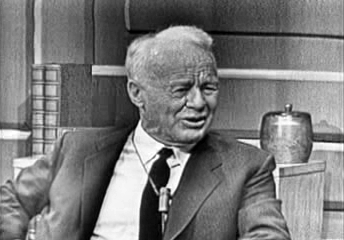
Henry Jamison "Jam" Handy en una entrevista. (Imagen a partir de una película descargada en Dominio Público en Prelinger, MPEG1)

Handy Jam Organization fue una empresa dirigida por Henry Jamison "Jam" Handy dedicada a la producción de películas propagandísticas.
Henry Jamison "Jam" Handy (1886-1983) fue un realizador de películas de entrenamiento y propaganda para distintas empresas, ocasionalmente Chevrolet y Oldsmovile (General Motors). Estos cortos pasan a ser entre educativos a vendibles, pasando por la demostración completa del producto. Obras maestras como "Master Hands" y los clásicos de la era Populuxe como "American Engineer" (1956) y "American Look" (1958) (En formato Cinemascope). El material de Handy actualmente pertenece al dominio público y se considera material efímero.
Este informe está catalogado en dos secciones: Cortos en un rollo de entre 9 o 17 minutos y los de dos o más partes, como las versiones que están disponibles en Prelinger Archives.
Nota: # Son en color Kodachrome, ## Technicolor, ### Color.

## Década del 30
Cortos de un solo rollo (Simples)
- The All-American Soap Box Derby (1934) (1934) (*1)
- Wreckless (1935)
- Behind the Bright Lights (1935)
- Sky Billboards (1935)
- The All-American Soap Box Derby (1936) (1936) (*2)
- Streamlines (1936)
- Around the Corner (1937)
- All in One (1938)
- Back of the Mike (1938)
- Here's Looking (1939)

(*1) (*2) Ambos cortos son virtualmente idénticos, salvo los títulos de inicio.

## Década del 40
- Behind the Lens (1940)
- Caught Mapping (1940)
- Easy Does It (1940)
- Auto-Lite on Parade (1940)
- A Case of Spring Fever (1940)
- She Caught on Quick / Three Smart Daughters (1940) (#)
- To Market, To Market (#) (1942) (2 partes) (Primer Rollo en Blanco y Negro, Segundo en Kodacrome)
- These People (1944)
- The Easier Way (1946)
- Olds Minute Movies [Futuramic 1948] (1948)
- Another Cup of Coffee (1948)

## Década del 50
- According to Plan: The Story of Modern Sidewalls for the Homes of America (###) (1952)
- 1955 Chevrolet Screen Ads (###) (1955)
- Chevrolet Sales Convention Musical (###) (1954-1955?)

## Década del 30
- The Triumph of America (1933) (2 partes)
- Master Hands (1936) (En 4 partes) (Blanco y Negro)

## Década del 40
- Dakota del Sur Saga (1940)
- At the End of the Rainbow (1946)

## Década del 50
Para que no haya redundancia, estas películas son en color.
- At This Moment (1954) (2 partes)
- American Harvest (1955) (2 partes)
- Aluminum on the March (1956) (2 partes)
- American Engineer (1956) (En formato Cinemascope)
- American Look (1958) (En formato Cinemascope)

## Década de 1960
- American Thrift (1962) (2 partes)

- Datos: Q5925620